# Giuvărăști (gmina)
Giuvărăști – gmina w Rumunii, w okręgu Aluta. Obejmuje tylko jedną miejscowość Giuvărăști. W 2011 roku liczyła 2381 mieszkańców.